# Споровый порошок

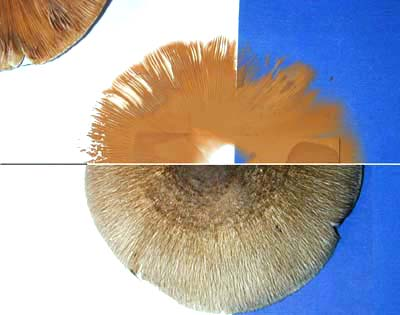
Получение спорового отпечатка Volvariella volvacea

Спо́ровый порошо́к (спо́ровый отпеча́ток) — порошок спор гриба, получаемый из плодового тела для исследования и определения родовой принадлежности гриба, а также получаемый для культивирования.
Цвет спор нередко отличается от цвета гименофора и зачастую является важным диагностическим признаком.

## Получение спорового отпечатка
Для получения спорового отпечатка срезанную шляпку помещают на лист белой или чёрной бумаги (в зависимости от предполагаемого цвета спор). Гименофор при этом не должен касаться поверхности бумаги, — для этого оставляют небольшую часть ножки или закрепляют шляпку булавкой. Кожицу рекомендуется смочить несколькими каплями воды, затем гриб накрывают чашкой и оставляют на несколько часов (до суток).
Споры дождевиков можно получить, просто вытряхнув их из зрелого плодового тела.
Цвет спор следует рассматривать при естественном освещении.

## Исследование спорового порошка
По цвету спорового отпечатка иногда можно отличить ядовитый гриб от сходных с ним съедобных, например:
- Ядовитый Chlorophyllum molybdites легко отличить от съедобных грибов-зонтиков (Macrolepiota) по зелёным спорам (у зонтиков — белые или слабоокрашенные).

### Исследование на амилоидность
Споры определённых видов грибов способны окрашиваться в синий цвет под действием разбавленных растворов иода, это свойство называется амилоидность (от греч. ámylon — крахмал). Оно обусловлено наличием в таких спорах крахмала (известная в аналитической химии «йодокрахмальная реакция»). Обычно применяется так называемый реактив Мельцера — раствор йода и йодида калия в 50%-ном водном хлоралгидрате. Если оболочки спор содержат не крахмал, а декстрин, под действием йода появляется жёлтая или красная окраска. Такие споры называют декстриноидными, или псевдоамилоидными.
Исследование спорового порошка на амилоидность может использоваться для определения родовой, а иногда и видовой принадлежности гриба.